# Ossian Långhjelm
Karl Ossian Långhjelm, född 12 april 1830 i Vasa, död där 29 mars 1865, var en finländsk arkitekt.

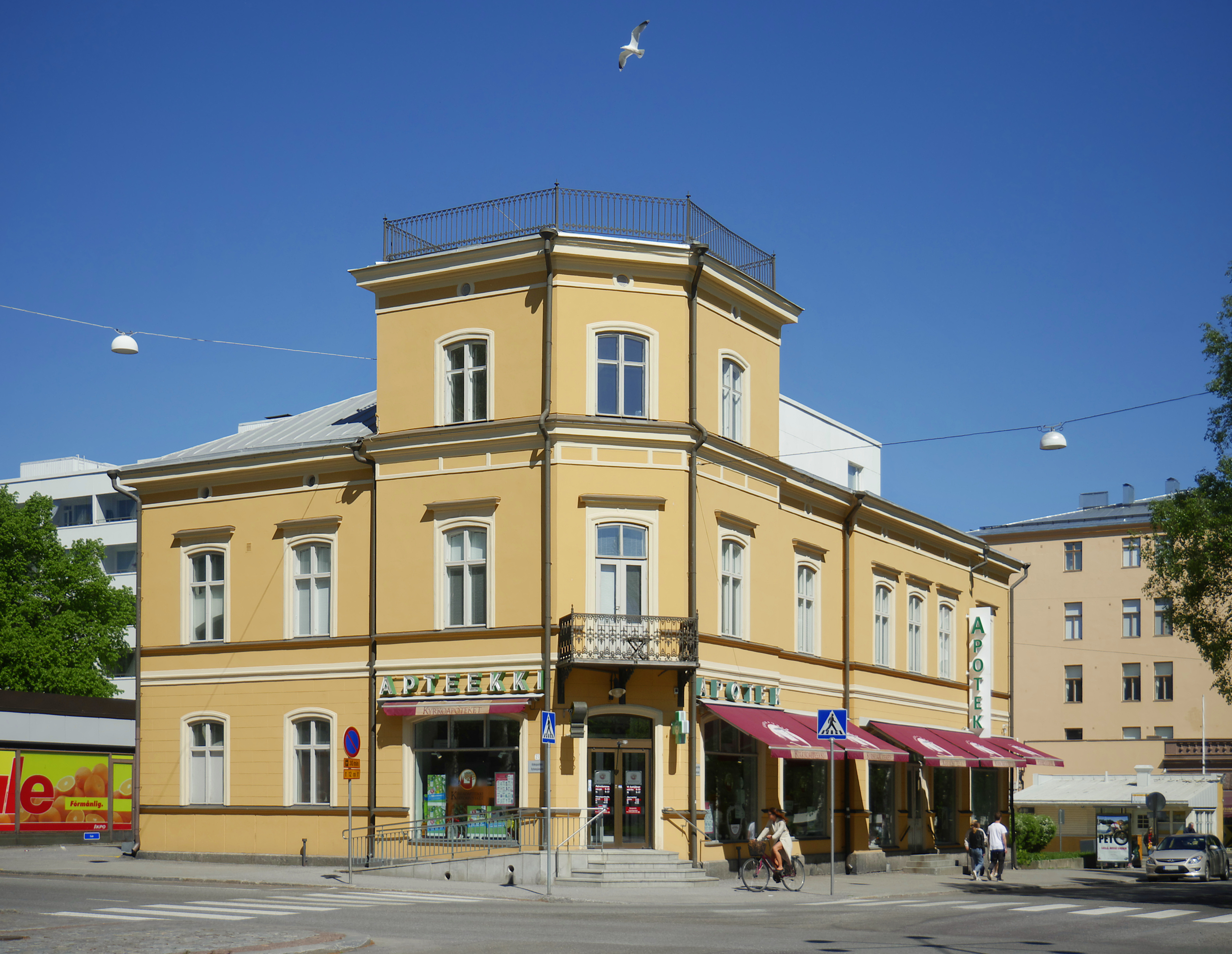
Hovrättsesplanaden 9 i Vasa.

Långhjelm, som var son till landskamreraren Fredrik Gustav Långhjelm och Beata Elisabet Wacklin, avlade studentexamen vid Vasa gymnasium 1848 och inskrevs vid Helsingfors universitet samma år. Han blev elev vid Intendentkontoret 1849, tillförordnad länskonduktör i Vasa län (under länsarkitekten Carl Axel Setterberg) 1853 och ordinarie innehavare av denna befattning 1855.

## Verk i Vasa (urval)
- Handelsesplanaden 11/Hovrättsesplanaden 17
- Skolhusgatan 7
- Hovrättsesplanaden 9
- Kyrkoesplanaden 2